# Cookie Monster
Cookie Monster (letteralmente Mostro dei biscotti), è un personaggio immaginario appartenente al mondo di Sesamo apriti, nonché uno dei personaggi principali del programma. Tra i suoi burattinai ci sono Frank Oz e David Rudman. Nella prima stagione di Sesamo apriti (e per una buona metà della seconda) era un mostro senza nome.
Nell'adattamento italiano della serie, datata 1978, il personaggio è stato ribattezzato Pasticcino.

## Caratteristiche
Cookie è un grande mostro dal pelo blu e le orbite degli occhi rotanti e dalla voce molto roca; è un vorace divoratore di biscotti e uno dei personaggi principali di Sesamo apriti. Ha un appetito insaziabile e, in mancanza di biscotti (il suo cibo preferito), può ingerire qualsiasi cosa, anche non commestibile.

## Origini
Il libro di Jim Henson intitolato "Designs and Doodles", che parla dei primi anni della sua carriera, spiega che l'originale burattino di Cookie Monster fu utilizzato in una pubblicità, mai andata in onda, di snack nel 1966. A quell'epoca il burattino, che era ancora senza nome, aveva denti appuntiti e una pelliccia verde muschio.
Nel 1967, Henson utilizza il burattino per un cortometraggio promozionale della IBM con il titolo di "Macchina del Caffè" (lo stesso sketch venne poi riutilizzato, sempre con il medesimo burattino, in una apparizione dei Muppet nell'Ed Sullivan Show e successivamente nel Muppet Show, però con un altro burattino).
Due anni più tardi, Henson utilizzò un mostro simile di nome Arnold (questa volta con il pelo viola e senza zanne) per la pubblicità di una marca di patatine.
Quello stesso anno, il burattino divenne blu e comparve nella prima stagione di Sesamo apriti come mostro senza nome. Dalla metà della seconda stagione il personaggio divenne ufficialmente "Cookie Monster".
Per non favorire l'obesità tra i bambini americani, dalla primavera del 2005 Cookie Monster si ciba spesso di verdure e sottolinea quanto mangiare troppi biscotti possa fare male.

## Libri
Cookie è anche apparso in una serie di libri per bambini sotto elencati:
- Happy Birthday, Cookie Monster
- Cookie Monster's Kitchen
- Cookie Monster's Christmas
- A Cookie Gone Wrong - Monster's Story
- Biggest Cookie in the World
- Cookie Monster and the Cookie Tree
- Cookie Monster's Good Time to Eat
- Cookie Monster's Blue Book
- Cookie Monster, Where are You?
- Cookie Monster!
- Cookie Monster's Activity Book
- Cookie Monster Mammoth Color
- Cookie Monster's Book of Cookie Shapes
- Monster and the Surprise Cookie
- Sesame Street: Wanted, the Great Cookie Thief

## Altre opere
- Il mondo di Elmo e Gioca con Sesamo - Cookie compare spesso nei noti spin-off di Sesamo apriti come personaggio secondario. Nella versione in lingua italiana, i personaggi si rivolgono a lui chiamandolo Cookie Mostro.
- I Griffin - Cookie appare in tre puntate de I Griffin: nella puntata Model Misbehavior ironizzando la sua gigantesca voglia di biscotti come una forte dipendenza (in una scena si vede che tratta dei biscotti come se fossero Metanfetamina); nell'episodio Something, Something, Something, Dark Side, in cui è il guardiano di una caverna di ghiaccio e infine nella puntata Go To The Pilot dove egli crea un sito web chiamato Cookiebook (parodia di Facebook). Anche in queste occasioni Cookie è italianizzato in Cookie Mostro.
- Il boss delle torte - Per il quarantesimo anniversario di Sesamo apriti, Buddy deve creare una torta sembiante Sesame Street con alcuni personaggi della serie, tra essi vi è anche Cookie. Inoltre, Buddy incontra Cookie di persona, e affermando che è il suo personaggio preferito, gli prepara un biscotto gigante.
- Compare spesso nei numerosi videogiochi di Sesamo apriti, ad esempio è protagonista di Cookie Monster Munch del 1983 per Atari 2600 ed è uno dei personaggi principali utilizzabili in Piazza Sesamo: C'era una volta un mostro del 2011 per Xbox.
- Penny, personaggio di The Big Bang Theory, rivela a Leonard di avere un tatuaggio del Cookie Monster.